# Renata Kaczoruk
Renata Kaczoruk (ur. 19 marca 1986 we Wrocławiu) – polska modelka, aktorka, osobowość telewizyjna i celebrytka.

## Życiorys

### Rodzina i edukacja
Jest córką Marii i Ryszarda Kaczoruków. Jest wnuczką oficera Armii Krajowej Józefa Kaczoruka, a jej ojciec działał w antykomunistycznej organizacji Solidarność Walcząca. Ma dwie siostry, młodszą oraz siostrę bliźniaczkę Agatę, która również jest modelką.
Ukończyła międzywydziałowe indywidualne studia matematyczno-przyrodnicze na Uniwersytecie Warszawskim oraz psychologię na SWPS Uniwersytecie Humanistycznospołecznym.

### Kariera zawodowa
W modelingu zadebiutowała w wieku 14 lat. Reprezentuje ją agencja Model Plus. Wcześniej współpracowała z IMG (Paryż), Bravel Models (Mediolan), Spp Models (Wrocław), Seeds (Berlin) oraz Switch Models (Tokio). Brała udział w pokazach mody światowych projektantów i domów mody, takich jak Jean-Paul Gaultier, Giorgio Armani, Yōji Yamamoto, Maurizio Galante czy Céline, oraz polskich, takich jak: Łukasz Jemioł, Lidia Kalita czy Joanna Klimas oraz La Mania Joanny Przetakiewicz. Razem z siostrą bliźniaczką Agatą znalazła się na okładce magazynu „Elle” we Francji (2005) i Stanach Zjednoczonych (2006). Brała udział w kampaniach reklamowych marek, takich jak Just Paul, Apapat, PlacTrzechKrzyzy.com czy Simple  Znalazła się na okładkach polskich magazynów: „Joy”, „Be Active. Dietetyka & Fitness”, „Gala” oraz „Avanti”.
W 2008 wraz ze siostrą bliźniaczką zagrała w serialu Polsatu Pierwsza miłość, w którym wcieliły się w siostry romansujące z jednym z głównych bohaterów serialu, Arturem Kulczyckim (w tej roli Łukasz Płoszajski). Zagrała także w jednym z odcinków serialu Sąd rodzinny, w filmie Krzysztofa Langa Miłość na wybiegu (2009) i w jednym z odcinków serialu Sama słodycz (2014). W 2016 wystąpiła w teledysku do piosenki „Na ostrzu” Ewy Farnej.
Ogólnopolską rozpoznawalność zyskała po nagłośnieniu w mediach jej relacji uczuciowej z dziennikarzem Kubą Wojewódzkim. W 2016 wzięła udział w pierwszej edycji programu TVN Azja Express. 17 listopada 2016 premierę na antenie TVN Style miał zrealizowany przez nią film dokumentalny Modelki 3.0, w którym przybliżyła widzom świat mody i kulisy pracy w branży modowej z perspektywy modelek. W 2017 razem z Kubą Wojewódzkim wzięła udział w kampanii reklamowej sieci telefonii komórkowej Play oraz była gościem Magdy Mołek w programie W roli głównej emitowanym w TVN Style. Wiosną 2018 uczestniczyła w ósmej edycji programu rozrywkowego Polsatu Dancing with the Stars. Taniec z gwiazdami. Jest częstym gościem porannego magazynu Dzień dobry TVN, kilkukrotnie gościła także w programie Onet Rano portalu Onet.pl.

### Życie prywatne
W latach 2013–2018 była związana z dziennikarzem Kubą Wojewódzkim.

## Filmografia

### Filmy i seriale
- 2008: Pierwsza miłość (Polsat) – Basia, jedna z sióstr bliźniaczek, z którą romansował Artur Kulczycki
- 2009: Sąd rodzinny (TVN) – Urszula Jarzębska (odc. 121)
- 2009: Miłość na wybiegu – obsada aktorska
- 2014: Sama słodycz (TVN) – modelka (odc. 6)

### Programy TV
- 2016: Azja Express (TVN) – uczestniczka 1. edycji; w parze z Weroniką Budziło zajęła piąte miejsce
- 2018: Dancing with the Stars. Taniec z gwiazdami (Polsat) – uczestniczka 8. edycji; w parze z Michałem Jeziorowskim zajęła siódme miejsce